# Gustavo Romero Kolbeck
Gustavo Adolfo Romero Kolbeck (* 3. Juli 1923 in Mexiko-Stadt; † 20. April 2008) war ein mexikanischer Ökonom und Botschafter.

## Leben
Er schloss 1946 sein Studium der Wirtschaftswissenschaften an der Universidad Nacional Autónoma de México ab. 1966 gründet er mit Harvey Popell und John Cristman einen Verlag für Wirtschaftswissenschaften, ab 1969 verlegten sie die Zeitschrift Revista Expansión.
Kolbeck war dann vom 19. Februar 1971 bis 1. April 1974 mexikanischer Botschafter in Tokio, zusätzlich war er vom 1. März 1971 bis 1. April 1974 auch bei der Regierung von Südkorea akkreditiert. Er war 1974 der erste Präsident der staatlichen mexikanischen Entwicklungsbank Nacional Financiera. Von 1975 bis 1977 war er Generaldirektor der Banco de México. 1982 übte er eine diplomatische Botschaftertätigkeit in Moskau aus. Kolbeck lehrte an der Universidad Nacional Autónoma de México Wirtschaftswissenschaften.
| Vorgänger              | Amt | Nachfolger            |
| ---------------------- | --- | --------------------- |
| Julián Rodríguez Adame | Mexikanischer Botschafter in Tokio am 19. Februar 1971 ernannt am 1. April 1974 abgereist                                  | Manuel Álvarez Luna   |
| Julián Rodríguez Adame | Mexikanischer Botschafter in Seoul am 1. März 1971 ernannt, am 1. April 1974 abgereist                                     | Manuel Álvarez Luna   |
| Manuel Gómez Morín     | Generaldirektor der Banco de México 1976–1982                                                                              | Miguel Mancera        |
| Jorge Díaz Serrano     | Mexikanischer Botschafter in Moskau am 15. April 1982 ernannt, am 1. Mai 1982 akkreditiert, am 21. Dezember 1982 abgereist | Antonio Dueñas Pulido |